# Peter Zeiler
Peter Zeiler (* 8. Oktober 1970) ist ein ehemaliger deutscher Fußballspieler.

## Karriere
1990 kam Peter Zeiler vom 1. FC Amberg zum TSV 1860 München in die Bayernliga. Gleich im ersten Jahr bei den Münchner Löwen, die zuvor neun Jahre lang drittklassig spielten, stieg er in die 2. Bundesliga auf. Am Aufstieg hatte Zeiler als Stammspieler und mit acht Toren maßgeblichen Anteil. Nach einem Jahr zweite Liga ging es aber direkt wieder hinab in die Oberliga. 1992/93 schaffte man erneut den Aufstieg, Zeiler absolvierte in jener Saison jedoch nur ein Spiel. 1993/94 schaffte München 60 mit Trainer Werner Lorant überraschend sogar den Durchmarsch in die Bundesliga. Zeiler aber, der keinen Stammplatz in der Mannschaft mehr innehatte, verließ den Verein nach Saisonende.
Er wechselte zur SpVgg Unterhaching zurück in die Bayernliga. Gleich im ersten Jahr stieg Zeiler zum dritten Mal in seiner Karriere von der Oberliga in die zweite Liga auf. Es folgten vier Jahre Zweitklassigkeit, und 1999 der Aufstieg in die höchste Spielklasse des deutschen Fußballs. Wegen anhaltender Knieprobleme konnte er in der Saison 1999/2000 nur fünfmal eingesetzt werden. Sein letztes Spiel bestritt er am 18. Dezember 1999 gegen Bayer Leverkusen. Nachdem er sich Rat bei Christian Wück eingeholt hatte, bei dem eine Meniskustransplantation durchgeführt worden war, entschied er sich ebenfalls zu einem solchen Eingriff, der im November 2000 in Belgien stattfand. Zeiler hoffte so, wieder schmerzfrei Fußballspielen zu können, doch er absolvierte nach dieser Operation kein Spiel mehr und beendete mit dem Auslaufen seines Vertrags im Sommer 2002 seine Karriere. Während seiner Reha-Phase absolvierte Zeiler, der bereits einen Abschluss als  Diplom-Physiker hatte, ein Aufbaustudium der Wirtschaftswissenschaften an der Fernuniversität Hagen.

## Nach dem Fußball
2009 war Peter Zeiler Abteilungsleiter der Bayern-Versicherung. Aktuell (Stand: Januar 2025) arbeitet er als Führungskraft in der IT bei der Versicherungskammer Bayern.

## Statistik
| Liga          | Spiele (Tore) |
| ------------- | ------------- |
| Bundesliga    | 05 0(0)       |
| 2. Bundesliga | 141 0(8)      |
| Regionalliga  | 031 0(6)      |
| Bayernliga    | 093 (16)      |
| Wettbewerb    |               |
| DFB-Pokal     | 09 (0)        |